# Kačiče-Pared
Kačiče - Pared este o localitate din comuna Divača, Slovenia, cu o populație de 107 locuitori.